# Antidesma velutinosum
Antidesma velutinosum är en emblikaväxtart som beskrevs av Carl Ludwig von Blume. Antidesma velutinosum ingår i släktet Antidesma och familjen emblikaväxter. Inga underarter finns listade i Catalogue of Life.